# فرودگاه سانچن
فرودگاه سانچن (به انگلیسی: Sunchon Airport) یک فرودگاه نظامی است . این فرودگاه در کشور کره شمالی قرار دارد و در ارتفاع ۴۲ متری از سطح دریا واقع شده است.